# La Loi selon Harry
La Loi selon Harry en France ou Harry fait sa loi au Québec (Harry's Law) est une série télévisée américaine en 34 épisodes de 42 minutes créée par David E. Kelley, diffusée entre le 17 janvier 2011 et le 27 mai 2012 sur le réseau NBC. Au Canada, la première saison a été diffusée sur Citytv, et la deuxième saison sur le réseau Global.
Au Québec, la série est diffusée depuis le 7 février 2012 sur la chaîne Mlle, en Belgique, depuis le 23 mars 2012 sur la RTBF et en France, à partir du 28 septembre 2013 sur France 2.

## Synopsis
Harriet Korn, virée de son cabinet où elle était avocate spécialisée dans les brevets, va ouvrir un cabinet dans une boutique fermée vendant des chaussures dans un quartier défavorisé de Cincinnati. Elle va alors évoluer dans un quartier défavorisé et se retrouver bien loin du genre d'affaires dont elle avait l'habitude.

## Distribution

### Acteurs principaux
- Kathy Bates (VF : Denise Metmer) : Harriet Korn
- Nate Corddry (VF : Damien Witecka) : Adam Branch
- Christopher McDonald (VF : Jean-Louis Faure) : Tommy Jefferson (récurrent saison 1, régulier saison 2)
- Brittany Snow (VF : Karine Foviau) : Jenna Backstrom (saison 1, invitée saison 2)
- Aml Ameen (VF : Namakan Koné) : Malcolm Davies (saison 1, invité saison 2)
- Karen Olivo (VF : Géraldine Asselin) : Cassie Reynolds (saison 2)
- Mark Valley (VF : Boris Rehlinger) : Oliver Richard (saison 2)
- Justine Lupe (VF : Noémie Orphelin) : Phoebe Blake (saison 2, épisodes 15 à 22)

### Acteurs récurrents et invités
- Johnny Ray Gill (en) (VF : Mohamed Sanou) : Damien Winslow
- Jordana Spiro (VF : Laura Blanc) : Rachel Miller
- Irene Keng (VF : Olivia Nicosia) : Chunhua Lao
- Paul McCrane (VF : Marc Perez) : Josh Peyton
- Amy Aquino (VF : Martine Meirhaeghe) : Juge Marylin Coulis
- Tracie Thoms (VF : Ilana Castro) : Katherine
- Camryn Manheim (VF : Marie-Laure Beneston) : A.D.A. Kim Mendelsohn
- Dana Sorman (VF : Aurélie Fournier) : Lisa Swartz
- Melinda McGraw (VF : Catherine Davenier) : Amanda (saison 2)
- Steve Harris : Jeffrey Rollins (saison 1, épisode 3)
- Alfred Molina : Eric Sanders (saison 2, épisodes 1 à 3)
- Jean Smart : D.A. Roseanna Remmick (saison 2, 7 épisodes)
- Jason Alexander : Richard Cross (saison 2, épisode 5)
- George Wendt : Franklin Chickory (saison 2, épisode 7)
- Erica Durance : Annie Bilson (saison 2, épisode 11)
- Emily Rose : Natalie (saison 2, épisode 11)
- Jon Bernthal : Lucas Trassino (saison 2, épisode 21)

Version française réalisée par
- Société de doublage : Dubbing Brothers[6]
- Direction artistique : Catherine Le Lann
- Adaptation des dialogues : Bruno Chevillard.

Source VF : RS Doublage et Doublage Série Database

## Production

### Développement
Le pilote a été commandé en janvier 2010 sous le titre Kindreds, réalisé par Bill D'Elia.
Le 14 mai 2010, la série est commandée sous son titre actuel, et deux jours plus tard, est attendue pour la mi-saison.
Le 12 mai 2011, NBC a renouvelé la série pour une deuxième saison de 22 épisodes.
Le 11 mai 2012, la série a été officiellement annulée.

### Casting
Le casting a débuté en février avec Ben Chaplin (Matthew Conlon), Aml Ameen, Kathy Bates (Titanic) et Brittany Snow (Hairspray, John Tucker doit mourir). Par contre, le lendemain de la commande de la série en mai 2010, le rôle interprété par Ben Chaplin est abandonné.
En juillet, Nate Corddry décroche un rôle principal, rejoint en août par Christopher McDonald, introduit dans le deuxième épisode. Les acteurs Steve Harris et Camryn Manheim, vus dans la série The Practice de David E. Kelly sont invités dans un épisode.
Après le renouvellement en mai 2011, les personnages incarnés par Brittany Snow et Aml Ameen ne seront pas de retour en tant que réguliers dans la deuxième saison. De nouveaux personnages seront intégrés.
En juillet 2011, Alfred Molina décroche un rôle pour trois épisodes, Karen Olivo décroche un rôle principal, Christopher McDonald est promu à la distribution principale, Mark Valley (vu dans Boston Legal, aussi de Kelley) décroche un rôle principal et Jean Smart un rôle récurrent.
Parmi les invités : Jason Alexander, George Wendt, Erica Durance, Emily Rose, Justine Lupe décroche un rôle principal à partir du quinzième épisode, et finalement Jon Bernthal.

### Fiche technique
- Titre français : La Loi selon Harry
- Titre québécois : Harry fait sa loi
- Titre original : Harry's Law
- Création : David E. Kelley
- Réalisation :
- Scénario :
- Direction artistique :
- Décors :
- Costumes :
- Photographie :
- Montage :
- Musique :
- Casting :
- Production : David E. Kelley
  - Production exécutive :
- Société(s) de production :
- Société(s) de distribution : National Broadcasting Company
- Pays d'origine :  États-Unis
- Langue originale : anglais
- Format : Couleur - 1,78 : 1
- Genre : policière, judiciaire
- Durée : 42 minutes

## Épisodes

### Première saison (2011)
1. Avocats et bien chaussés / Un client tombé du ciel (Pilot)
2. Les Feux de la passion / L'enfant unique (Heat of Passion)
3. L'Innocent / Un homme libre (Innocent Man)
4. La Roue de la justice / Le poids de l'argent (Wheels of Justice)
5. Une journée ordinaire (A Day in the Life)
6. Le Médiateur (Bangers in the House)
7. Le Rêve américain (American Dreamers)
8. Le Petit Docteur (In the Ghetto)
9. Triangle amoureux / Ménage à trois (The Fragile Beast)
10. Le troisième sexe / Tous en piste (Send in the Clowns)
11. Un vieil ami / Les meilleurs amis (With Friends Like These)
12. La Dernière Danse (Last Dance)

### Deuxième saison (2011-2012)
Elle a été diffusée depuis le 21 septembre 2011.
1. Hosanna Roseanna (Hosanna Roseanna)
2. Le Monstre (There Will Be Blood)
3. La Haine (Sins of the Father)
4. La Reine noire (Queen of Snark)
5. De mal en pis (Bad to Worse)
6. Le match retour (The Rematch)
7. L'Américaine (American Girl)
8. Folie passagère (Insanity)
9. Le Braquage (Head Games)
10. Un acte de compassion (Purple Hearts)
11. Gorille de mes rêves (Gorilla My Dreams)
12. Commerce d'organes (New Kidney on the Block)
13. Après l'amour (After the Lovin')
14. Le Vice et la vertu (Les Horribles)
15. L'École est finie (Search and Seize)
16. Mensonges, vérité et justice (The Lying Game)
17. Le Concours (The Contest)
18. Points de rupture (Breaking Points)
19. Le Bizutage (And the Band Played On)
20. Différence de classes (Class War)
21. Rien que la vérité (The Whole Truth)
22. Toujours plus loin, toujours plus haut / Premier amour (Onward and Upward)

### Aux États-Unis
La première saison a réuni en moyenne plus de 9 millions de téléspectateurs.